# کسوداچ
کسوداچ (انگلیسی: Ksudach) یک کوه آتشفشانی در شبه‌جزیره کامچاتکای کشور روسیه است.